# Thomas Robert McInnes

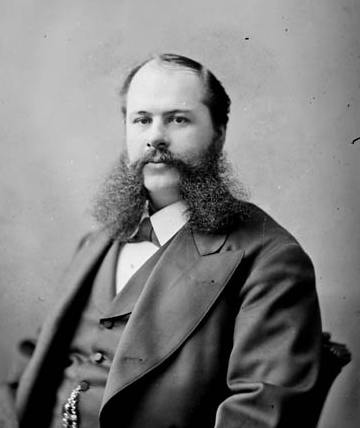
Thomas Robert McInnes

Thomas Robert McInnes (gälisch: Tòmas Raibeart Mac Aonghais; * 5. November 1840 in Lake Ainslie, Nova Scotia; † 19. März 1904 in Vancouver) war ein kanadischer Politiker und Arzt. Von 1878 bis 1881 war er Abgeordneter des Unterhauses, von 1881 bis 1897 vertrat er British Columbia im Senat, danach war er bis 1900 der sechste Vizegouverneur dieser Provinz.

## Biografie
McInnes, der Sohn schottischer Einwanderer, studierte Medizin an der Harvard University und am Rush Medical College in Chicago. Nachdem er während des Sezessionskriegs in der Unionsarmee gedient hatte, kehrte er nach Kanada zurück und praktizierte in Dresden (Ontario). 1874 zog er nach New Westminster in der Provinz British Columbia, wo er eine bedeutende Arztpraxis führte. Im darauf folgenden Jahr trat er den Freimaurern bei. Daneben war er auch als Gerichtsmediziner und Direktor einer psychiatrischen Anstalt tätig.
Ab 1876 war McInnes Bürgermeister von New Westminster. Im März 1878 gewann er als unabhängiger Kandidat die Nachwahl für einen Sitz im Unterhaus, den er ein halbes Jahr später bei der Unterhauswahl 1878 erfolgreich verteidigen konnte. Der kanadische Premierminister John Macdonald ernannte ihn im Dezember 1881 zum Senator. 1890 brachte McInnes einen Gesetzesvorschlag ein, wonach Gälisch (damals die am dritthäufigsten gesprochene Sprache des Landes) zur Amtssprache erhoben werden sollte. Der Senat lehnte es aber mit 42 zu 7 Stimmen ab, darauf einzugehen.
Gemäß der Empfehlung von Premierminister Wilfrid Laurier vereidigte Generalgouverneur Lord Aberdeen McInnes am 1. Dezember 1897 als Vizegouverneur. Als er sein Amt antrat, war die politische Lage in British Columbia höchst instabil, da es noch keine Parteien gab und die Regierungen sich nicht auf feste Mehrheitsverhältnisse verlassen konnten. McInnes verschlimmerte die Situation, indem er ohne Unterstützung des Parlaments mehrmals Regierungschefs entließ und ernannte.
Im August 1898 forderte er John Herbert Turner zum Rücktritt auf, da dieser aufgrund einer Pattsituation keine Regierung bilden konnte. McInnes wollte daraufhin Robert Beaven ernennen, der aber nicht einmal im Parlament vertreten war, weshalb seine Wahl schließlich auf Charles Augustus Semlin fiel. Semlins Regierungszeit war von zahlreichen Kontroversen geprägt. Als er sich im Januar 1900 weigerte, auf Geheiß des Vizegouverneurs eine Neuwahl anzusetzen, wurde er umgehend durch den unbeliebten Joseph Martin ersetzt. Nach nur dreieinhalb Monaten folgte Martins Sturz durch ein Misstrauensvotum. Der nächste Regierungschef, James Dunsmuir, beschwerte sich beim kanadischen Premierminister über das ungebührliche Verhalten des Vizegouverneurs. Nachdem eine Rücktrittsaufforderung unbeachtet geblieben war, enthob Laurier McInnes am 20. Juni 1900 des Amtes und ersetzte ihn durch Henri-Gustave Joly de Lotbinière.
Sein Sohn William Wallace Burns McInnes war ebenfalls Unterhausabgeordneter sowie Kommissar des Yukon-Territoriums.